# Bogdanów (gromada)
Bogdanów – dawna gromada, czyli najmniejsza jednostka podziału terytorialnego Polskiej Rzeczypospolitej Ludowej w latach 1954–1972.
Gromady, z gromadzkimi radami narodowymi (GRN) jako organami władzy najniższego stopnia na wsi, funkcjonowały od reformy reorganizującej administrację wiejską przeprowadzonej jesienią 1954 do momentu ich zniesienia z dniem 1 stycznia 1973, tym samym wypierając organizację gminną w latach 1954–1972.
Gromadę Bogdanów siedzibą GRN w Bogdanowie utworzono – jako jedną z 8759 gromad na obszarze Polski – w powiecie piotrkowskim w woj. łódzkim, na mocy uchwały nr 35/54 WRN w Łodzi z dnia 4 października 1954. W skład jednostki weszły obszary dotychczasowych gromad Bogdanów wieś (bez miejscowości Wólka Bogdańska), Bogdanów kolonia i Borowa oraz wieś Kamienna z dotychczasowej gromady Kamienna ze zniesionej gminy Parzniewice, a także obszary dotychczasowych gromad Mąkolice, Miłaków, Mąkolice kolonia, Postękalice i Postękalice kolonia oraz miejscowości Kozierogi wieś i Kozierogi kolonia z dotychczasowej gromady Kozierogi ze zniesionej gminy Mzurki, wszystkie jednostki w tymże powiecie. Dla gromady ustalono 23 członków gromadzkiej rady narodowej.
29 lutego 1956 do gromady Bogdanów przyłączono wieś Wola Bogdanowska z gromady Wola Krzysztoporska w tymże powiecie.
1 stycznia 1958 z gromady Bogdanów wyłączono wsie Podstękalice, Michałów i Janina, włączając je do gromady Bińków w powiecie bełchatowskim.
Gromada przetrwała do końca 1972 roku, czyli do kolejnej reformy gminnej.